# Nel cuore della città - Midaq Alley
Nel cuore della città - Midaq Alley (El callejón de los milagros) è un film messicano del 1995 diretto da Jorge Fons.
È l'adattamento cinematografico del romanzo Vicolo del mortaio dello scrittore egiziano Naguib Mahfouz. Protagonista del film è l'attrice Salma Hayek.
Il film è stato candidato a molti Ariel Awards, al Festival di Berlino e a moltissimi altri premi.

## Trama
È il 1968 e, nel centro storico di Città del Messico, tre persone che si trovano a vivere e a dover affrontare un momento cruciale della loro vita. Il cinquantenne Rutilio, padre di famiglia, si trova costretto a fronteggiare un'improvvisa catastrofe familiare. Alma, una bellissima ragazza, attende il ritorno del fidanzato emigrato negli Stati Uniti in cerca di fortuna. Suzanita, una zitella che svolge l'attività di affittacamere nel quartiere dove vivono gli altri, e che sogna un giorno di potersi sposare.
Contemporaneamente il Messico si prepara a ospitare, con fervida accoglienza dei governanti, i Giochi Olimpici, mentre la mobilitazione studentesca che ha già riguardato molti paesi, europei e non, incalza anche qui. Il presidente Díaz Ordaz è deciso a mettere fine, in un modo o nell'altro, le numerose manifestazioni che imperversano da mesi per le vie cittadine, preoccupato di dare, in occasione delle tanto attese Olimpiadi, un'immagine positiva del proprio Paese.

## Riconoscimenti
- Seminci 1995: Espiga de plata e premio per il miglior attore (Bruno Bichir)
- Premio Ariel

1995 - Miglior attrice a Margarita Sanz